# Hernandaríaz
Hernandaríaz – miasto w Paragwaju (departament Alto Paraná). Według danych szacunkowych na rok 2009 liczy 73 115 mieszkańców.